# Noia estiuejant
Noia estiuejant és una pintura de Marià Pidelaserra i Brias (1877-1946) que forma part del fons del Museu Abelló. Aquest oli sobre tela data de 1925, moment en què l'autor havia abandonat pràcticament la pintura, molest pel que ell considerava una mala acollida de la seva obra. Aquest quadre fa 175 × 100 cm i presenta la següent inscripció a l'angle inferior dret: M. Pidelaserrra – 1925.
En el quadre, s'hi representa una noia jove dempeus amb un vestit verd de màniga curta i amb el coll de camisa blanca. Porta unes espardenyes amb vetes verdes i el cabell recollit amb dues trenes a banda i banda del rostre. Rere seu, apreciem un paisatge rural. A la banda esquerra, hi ha una masia amb una pèrgola de fusta. La resta del quadre està ocupat per una vegetació frondosa i atapeïda, la qual ajuda a potenciar el predomini del color verd. Al fons de la composició, Pidelaserra ens representa unes muntanyes fent ús de la perspectiva aèria. Es podria tractar del Montseny, un indret on l'artista va passar-hi una llarga temporada. Es tracta d'un quadre ple i atapeït, en el qual destaquen les proporcions gegantines de la figura, que augmenta encara més la desproporció amb el paisatge que l'envolta.
En aquesta obra pictòrica, Pidelaserra representa la seva filla. Una figura que Josep Casamartina cataloga com l'anti-Ben Plantada d'Eugeni d'Ors. Anys més tard, concretament l'any 1928, Pidelaserra va retocar la cara de la noia i en suavitzà les faccions.

## Referents històrics
L'obra s'emmarca en el primer quart del segle xx, moment en el qual Pidelaserra s'havia apartat de l'art d'aquest període; se centrà en el negoci familiar, ja que veié que no podia viure de l'art sense caure en la comercialització. És entre 1905 i finals dels anys 20 quan la producció pictòrica de Pidelaserra decreix considerablement. Tot i això, continua mantenint relació amb altres pintors, col·labora amb il·lustracions en la revista satírica Papitu i realitza algunes obres, en les quals la figura humana n'és la protagonista. Aquest és el cas de Retrat de noi (1921), Retrat amb dos nens (1922) o La família (1924).
Aquesta pintura encaixa en el món noucentista, moviment al qual Pidelaserra es va sumar, però donant la seva pròpia visió. Segons Fontbona, es tracta també d'una obra molt propera a la tendència de l'ingenuisme, un estil primitivista molt de moda al París de l'època. A Catalunya, però, aquesta tendència l'apartà del gust del públic majoritari.

## Exposicions
- Marian Pidelaserra 1877-1946, Museu Nacional d'Art de Catalunya, Barcelona, 17/10/2002-19/01/2003
- Marian Pidelaserra 1877-1976, Fundació MAPFRE, 10/04/2003 – 08/06/2003
- La Mirada de l'Artista, Museu Abelló, Mollet del Vallès, 01/03/1999-21/01/2007
- L'art modern a la col·lecció Abelló s. XIX –XX, Museu Abelló, Mollet del Vallès, 21/01/2007
- Abelló 70 anys, Centre Cultural Can Mulà. Mollet del Vallès, 10/12/1992 – 14/02/1993